# ويليام د. غريفين
ويليام د. غريفين (بالإنجليزية: William D. Griffin)‏ هو مؤرخ أمريكي، ولد في 19 يناير 1936، وتوفي في 12 يوليو 2011.